# Herb prowincji Parnawa

Herb prowincji Parnawa

Herb prowincji Parnawa - herb prowincji estońskiej.
Herb prowincji przedstawia na tarczy w polu złotym czarnego, wspiętego niedźwiedzia
z czerwonym językiem i srebrnymi pazurami.
Herb przyjęty został 5 lutego 1937 roku.